# Jean-Dominique Fratoni
Pour les articles homonymes, voir Fratoni.
Jean-Dominique Fratoni, né le 1er février 1923 en Corse et mort le 4 août 1994 à Lugano (Suisse), est un chef d'entreprise, connu dans les années 1970 et 1980 sur la Côte d'Azur française en raison de son implication dans la gestion de plusieurs casinos et de ses liens présumés avec la Mafia. Il était surnommé le « Napoléon des jeux », « l'empereur des jeux » ou encore le « Parrain des jeux » (au sens mafieux du terme).

## Biographie
Il a été le gérant de deux casinos :
- le casino de Sainte-Maxime ;
- le casino Ruhl de Nice, qu'il a acquis en 1974.

En 1977, Jean-Dominique Fratoni souhaite acquérir son principal concurrent, le casino Palais de la Méditerranée, dirigé par Renée Leroux. Par l'entremise de Maurice Agnelet, il propose à la fille de Renée Leroux, Agnès Leroux, qui avait une liaison avec Agnelet et qui était en conflit avec sa mère, une somme de trois millions de francs (valeur 1977) en échange de ses droits de vote au conseil d'administration du Palais de la Méditerranée. Au cours de l'assemblée générale des actionnaires du 30 juin 1977, Agnès Le Roux met sa mère en minorité.
Agnès disparaît ensuite mystérieusement au cours du week-end de la Toussaint 1977. Cette disparition gêne Fratoni, car il avait encore besoin qu'elle vote en sa faveur dans le but de rapprocher les deux casinos. L'argent est versé sur un compte bancaire de la SBS (aujourd’hui UBS) à Genève, en Suisse, au nom d'Agnès Le Roux et de son avocat et amant Maurice Agnelet,.
Soupçonné d'être impliqué dans la disparition criminelle et sous le coup d'une information judiciaire pour des délits financiers (et notamment le délit d'achat irrégulier de vote), Jean-Dominique Fratoni est inculpé en octobre 1978 et s'enfuit en Italie en 1980, puis en Suisse quelques années plus tard. 
Il est condamné par défaut, en 1983 et 1985, à un total de cinq années de prison et à 410 millions de francs d'amende pour des infractions fiscales et douanières.
Fratoni était notoirement ami de Jacques Médecin, maire de Nice, et n'aurait été qu'un prête-nom pour une branche de la Mafia qui l'aurait chargé de racheter plusieurs casinos de la Côte d'Azur[réf. nécessaire].
Le Ruhl est fermé par décision du ministre de l'Intérieur le 1er mars 1989, alors que Fratoni l'avait fait monter jusqu'à la 21e place des 147 casinos français. Ce casino appartient aujourd'hui au Groupe Lucien Barrière.
Le 4 août 1994, Jean-Dominique Fratoni meurt d'un cancer de la prostate à Lugano, en Suisse, à l'âge de 71 ans.
Son fils Noël Fratoni est assassiné en octobre 1998, à l'âge de 50 ans, atteint d'une dizaine de balles de 9 mm.

## Franc-maçonnerie
Dans Les Frères invisibles, Ghislaine Ottenheimer et Renaud Lecadre indiquent que Jean-Dominique Fratoni n’a jamais fait mystère de son engagement dans la franc-maçonnerie française, mais soulignent que son appartenance à la franc-maçonnerie était plus dictée par le souci de faire partie d'un réseau avec qui faire des affaires, plutôt que par le souci de perfectionnement personnel.

### Anecdote
- Le délinquant « Jean-Paul Martoni » évoqué dans le film La Cité de la peur (1994) peut faire référence à Jean-Dominique Fratoni.